# Back to Back (Status Quo)
Back to Back è il sedicesimo album di studio inciso dalla rock band inglese Status Quo, pubblicato per la prima volta nel novembre del 1983.

## Il disco
Il disco marca una sensibile trasformazione musicale della band che, da questo momento, comincia nettamente ad ammiccare al pop, secondo gli standard sonori in voga negli anni ottanta.
Tuttavia, la scelta di ammorbidire i toni espressivi non è indolore, né priva di conseguenze:
suscita infatti le rimostranze del bassista Alan Lancaster provocando tensioni e contrasti che, in breve, sfoceranno nel suo definitivo abbandono della band.
In effetti, le proteste di Alan trovano riscontro nel giudizio della maggior parte dei fan e il disco entra nelle Top 10 britanniche (al n. 9) ma senza suscitare eccedenti fervori nel pubblico. Graditissimi risultano invece alcuni dei singoli estratti, in particolare la ballata Marguerita Time.
Singoli: Ol' Rag Blues (n. 9 UK), A Mess of Blues (n. 15 UK), Marguerita Time (n. 3 UK), Going Down Town Tonight (n. 20 UK).
Nota:
- Back to Back rimane l'ultimo album in studio inciso dagli Status Quo con Alan Lancaster al basso e Pete Kircher alla batteria.

## Tracce
Lato A
1. A Mess of Blues - 3:22 - (Pomus/Shuman)
2. Ol' Rag Blues - 2:51 - (Lancaster/Lamb)
3. Can't Be Done - 3:06 - (Rossi/Frost)
4. Too Close to the Ground - 3:43 - (Parfitt/Bown)
5. No Contract - 3:40 - (Parfitt/Bown)

Lato B
1. Win or Lose - 2:35 - (Rossi/Frost)
2. Marguerita Time - 3:27 - (Rossi/Frost)
3. Your Kind of Love  - 3:24 - (Lancaster)
4. Stay the Night - 3:02 - (Rossi/Frost/Miller)
5. Going Down Town Tonight - 3:38 - (Johnson)

### Tracce bonus dell'edizione CD 2006
1. The Wanderer - 3:28 - (Maresca)
2. Going Down Town Tonight (Single Version) - 3:38 - (Johnson)
3. I Wonder Why - 3:58 - (Parfitt/Rossi)
4. A Mess of Blues (Extended Version) - 4:54 - (Pomus/Shuman)
5. Ol' Rag Blues (Extended Version) - 4:48 - (Lancaster/Lamb)
6. Cadillac Ranch (LP Out-Take) - 4:15 - (Springsteen)
7. Ol' Rag Blues (Alan Lancaster Version) - 2:49 - (Lancaster/Lamb)
8. The Wanderer (Sharon The Nag Mix) - 3:33 - (Maresca)

## Deluxe Edition 2018
Il 28 settembre 2018, viene pubblicata la deluxe edition dell'album contenente due CD.
Nel primo disco viene riprodotto fedelmente l'album del 1983, con il sound completamente restaurato e rimasterizzato.
Nel secondo CD sono inclusi brani non inseriti nell'album originale, versioni alternative di alcuni singoli, nonché brani incisi da Francis Rossi e Bernie Frost senza gli Status Quo.
Il libretto, oltre a varie foto del periodo di incisione dell'album, contiene delle ampie note illustrative redatte a cura di Dave Ling, critico delle riviste musicali britanniche Classic Rock e Metal Hammer.

## Tracce Deluxe Edition
CD 1
Contiene l'album originale del 1983, in versione restaurata e rimasterizzata.
1. A Mess of Blues - 3:22 - (Pomus/Shuman)
2. Ol' Rag Blues - 2:51 - (Lancaster/Lamb)
3. Can't Be Done - 3:06 - (Rossi/Frost)
4. Too Close to the Ground - 3:43 - (Parfitt/Bown)
5. No Contract - 3:40 - (Parfitt/Bown)
6. Win or Lose - 2:35 - (Rossi/Frost)
7. Marguerita Time - 3:27 - (Rossi/Frost)
8. Your Kind of Love  - 3:24 - (Lancaster)
9. Stay the Night - 3:02 - (Rossi/Frost/Miller)
10. Going Down Town Tonight - 3:38 - (Johnson)

CD 2
Contiene brani non inseriti nell'album originale, versioni alternative di alcuni singoli, nonché brani incisi da Francis Rossi e Bernie Frost senza gli Status Quo.
1. The Wanderer - 3:28 - (Maresca) - Pubblicato come singolo nel 1984.
2. Going Down Town Tonight - 4:11 - (Johnson) - Single Version.
3. I Wonder Why - 4:01 - (Rossi/Frost)
4. Ol' Rag Blues - 4:52 - (Lancaster/Lamb) - Versione estesa.
5. A Mess of Blues - 4:48 - (Pomus/Shuman) - Versione estesa.
6. Cadillac Ranch - 4:15 - (Springsteen) - Inciso nel 1984.
7. Ol' Rag Blues - 2:49 - (Lancaster/Lamb) - Versione cantata da Alan Lancaster.
8. Modern Romance - 4:21 - (Rossi/Frost) - Versione estesa, incisa dal "duo" Rossi/Frost nel 1985.
9. I Wonder Why - 5:10 - (Rossi/Frost) - Versione estesa, incisa dal "duo" Rossi/Frost nel 1985.
10. The House - 3:13 - (Frost) - Pubblicato come singolo da Bernie Frost nel 1974.
11. What Do You Want to Hear Today? - 3:52 - (Rossi/Frost) - Lato B del singolo The House.
12. Modern Romance - 3:27 - (Rossi/Frost) - Pubblicato come singolo dal "duo" Rossi/Frost nel 1985.
13. I Wonder Why - 4:03 - (Rossi/Frost) - Lato B del singolo Modern Romance.
14. Jealousy - 4:04 - (Rossi/Frost) - Pubblicato come singolo dal "duo" Rossi/Frost nel 1985.
15. Where Are You Now? - 3:45 - (Rossi/Frost) - Lato B del singolo Jealousy.
16. That's All Right - 3:14 - (Rossi/Frost) - Lato B del singolo Jealousy.

## Formazione
- Francis Rossi (chitarra solista, voce)
- Andy Bown (tastiere)
- Rick Parfitt (chitarra ritmica, voce)
- Alan Lancaster (basso, voce)
- Pete Kircher (percussioni)

## Altri musicisti
- Bernie Frost (cori)

## British album chart
| Posizione | 9 | 16 | 27 | 21 | 21 | 20 | 15 | 15 | 14 | 21 | 30 | 34 | 43 | 54 | 72 | 79 | 85 | 83 | 90 | 70 | 71 | 90 | uscito |